# Astrid Fagraeus
Astrid Fagraeus, född 30 maj 1913 i Stockholm, död där 24 februari 1997, var en svensk immunolog.

## Biografi
Astrid Fagraeus avlade studentexamen 1933, blev medicine kandidat i Stockholm 1936, medicine licentiat 1941 och medicine doktor 1948. År 1949 utnämndes hon till docent i bakteriologi vid Karolinska Institutet i Stockholm. Hon blev föreståndare för virologiavdelningen vid Statens Bakteriologiska Laboratorium 1953. Åren 1961–1979 tjänstgjorde hon som professor i immunologi vid Karolinska Institutet.
Fagraeus doktorsavhandling, Antibody Production in relation to the Development of Plasma Cells, tilldrog sig internationell uppmärksamhet och kom att anses som en milstolpe inom modern immunologi. Den renderade sin författare Svenska Läkaresällskapets Jubileumspris 1950. Bland Fagraeus senare insatser kan nämnas hennes roll i utvecklingen av ett svenskt poliovaccin, jämte professor Sven Gard. Hon var ledamot av Nordstjärneorden.
En forskningsbyggnad på Karolinska Institutet är uppkallad efter Astrid Fagraeus.
Fagraeus var dotter till generalkonsul Isidor Fagraeus och Elsa Bäckström. Hon gifte sig 1955 med direktören Sven Wallbom och fick barnen Kerstin (född 1955) och Ann (född 1956). Makarna är gravsatta på Norra begravningsplatsen i Solna.